# Seznam slovenskih internirancev
Seznam slovenskih internirancev.

## A
- Franc Albreht

## B
- Karel Barle

## D
- Branko Diehl
- Janez Dolenc

## K
- Alojz Kraigher
- Boris Krajnc
- Vladimir Kralj

## L
- Lino Legiša

## O
- Anton Ocvirk
- Stane Oswald

## S
- Milan Stepišnik

## Š
- Jakob Šolar
- Peter Šorli